# Solfato di cobalto
Il solfato di cobalto è il sale di cobalto(II) dell'acido solforico, di formula CoSO4.
Il nome standardizzato dalla IUPAC è tetraossosolfato di cobalto.
A temperatura ambiente si presenta come un solido cristallino viola-lilla inodore. È un composto cancerogeno, nocivo, allergenico, pericoloso per l'ambiente, non infiammabile. Può cristallizzare come epta- e ottaidrato.